# Шляхетська корона
Шляхетська корона — дев'ятишипна корона для графів, семишипна корона для баронського рангу та п'ятишипна корона для нетитулованої шляхти. У геральдиці аристократичні корони були лише прикрасою герба. Шляхетська корона є найнижчим ступенем рангових корон.
Аристократична корона нетитулованої первісної знаті складається із золотого обруча, всіяного перлами та дорогоцінним камінням, яке має вісім зубців у верхній частині, п'ять з яких видно. З них середні та зовнішні утворені як листя, а інші носять перли («корона з листя»). При так званому листовому дворянстві листя замінили перлами.
Шляхетська корона була неодмінним елементом герба польської, руської та литовської шляхти.
Для корон вищого рівня (герцогської та княжої корони) див. рангову корону.